# El hermano bastardo de Dios
El hermano bastardo de Dios es una película española de 1986 dirigida por Benito Rabal y basada en la novela homónima de José Luis Coll.

## Argumento
Pepe Luis recuerda su infancia en Cuenca durante la guerra civil española.

## Reparto
| Actor             | Personaje |
| ----------------- | --------- |
| Francisco Rabal   |           |
| Asunción Balaguer |           |
| Liberto Rabal     |           |
| Agustín González  |           |
| María Luisa Ponte |           |
| Mario Pardo       |           |
| Terele Pávez      |           |
| Juan Diego        |           |
| Rafael Álvarez    |           |
| Luisa Rodrigo     |           |
| Antonio Gamero    |           |
| Raúl Fraire       |           |
| Concha Hidalgo    |           |
| Concha Leza       |           |
| Adela Armengol    |           |
| Miguel Rellán     |           |
| Manuel Zarzo      |           |

## Palmarés cinematográfico
I edición de los Premios Goya
| Categoría               | Persona                     | Resultado |
| ----------------------- | --------------------------- | --------- |
| Mejor sonido            | Alfonso Pino Carlos Faruolo | Candidato |
| Mejor actriz de reparto | María Luisa Ponte           | Candidato |

Festival de Venecia 1986 
| Categoría   | Persona | Resultado |
| ----------- | ------- | --------- |
| León de Oro |         | Candidata |